# Тришина, Елена Юрьевна
Елена Юрьевна Тришина (22 августа 1984) — российская футболистка, вратарь. Мастер спорта России международного класса.

## Биография
В большом футболе в начале карьеры выступала за клуб «Анненки» (Калуга). В 2003 году со своей командой играла в высшем дивизионе России, провела 12 матчей, в которых пропустила 37 голов, а её команда финишировала последней. В 2011 году была в заявке клуба «Калужаночка», игравшего в первом дивизионе.
В 2001 году стала чемпионкой Европы по футзалу в составе сборной России. В 2017 году принимала участие в чемпионате мира по этому же виду спорта, проводившемуся в Испании под эгидой новой организации IFA, и в составе сборной России заняла четвёртое место.
В мини-футболе около десяти лет выступала за клуб «Калужаночка». Неоднократная победительница первой лиги России. В 2013 году признана лучшим вратарём первой лиги. Становилась победительницей и лучшим вратарём первенства Центрального ФО среди студентов.